# Nuvistor

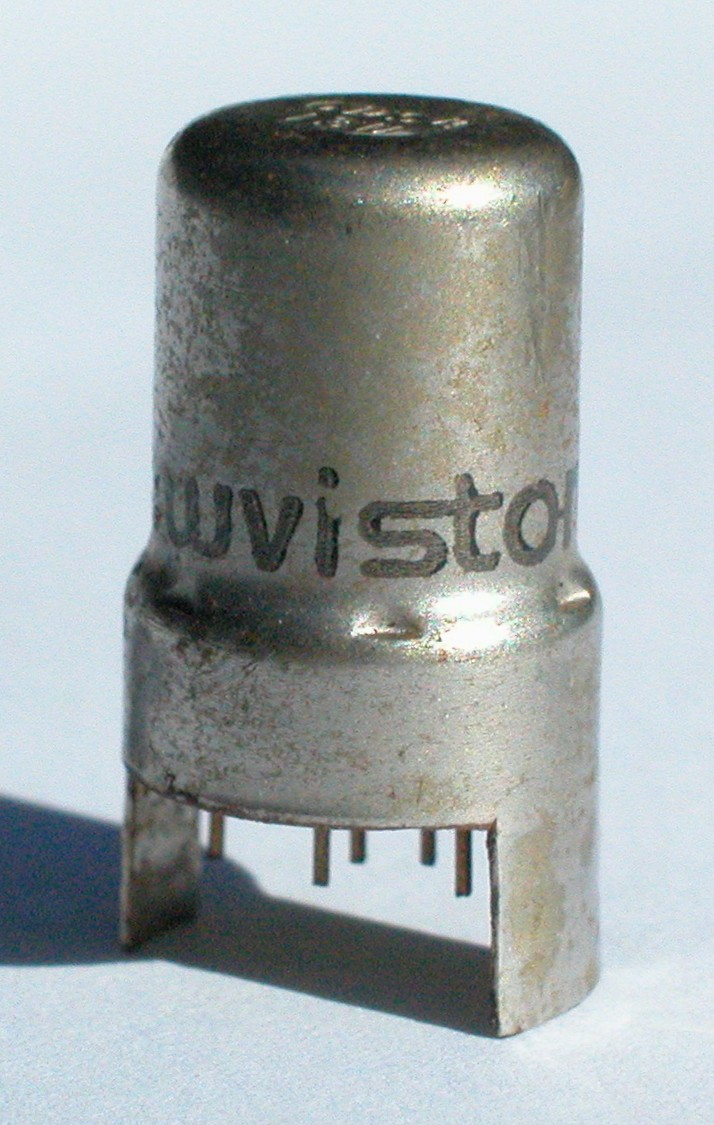
Una valvola 6DS4 NUVISTOR della RCA.

Il nuvistor è un tipo di valvola introdotta sul mercato nel 1959 dal costruttore RCA. Fu l'ultima espressione della tecnologia del tubo termoionico.
Gli elettrodi erano montati su una base ceramica con diametro di circa 10 mm e chiusi in un contenitore metallico alto 20 mm; i sottili piedini erano realizzati in filo di acciaio, dovendo avere la necessaria rigidità per l'inserimento nel proprio zoccolo. Fu prodotto nella versione triodo e tetrodo. Avendo caratteristiche di basso rumore e ottime prestazioni nel trattamento di piccoli segnali anche in banda VHF e UHF era impiegato su televisori, impianti Hi-Fi e in innumerevoli apparecchiature elettroniche; tra le più diffuse, Ampex MR-70 e Tektronix 454, un oscilloscopio portatile con banda passante di 150 MHz. È stato molto impiegato anche in campo militare, fino agli anni settanta, nonché anche come preamplificatore in alcuni microfoni da studio. In Italia negli anni sessanta è stato utilizzato particolarmente dalla Geloso in alcuni apparecchi per radioamatori (convertitori) e come stadio di ingresso VHF nei televisori; anche la Voxson lo utilizzò nello stadio d'ingresso dei propri televisori. Oggi viene ancora impiegato in alcuni amplificatori ad alta fedeltà presenti nel mercato orientato agli estimatori della riproduzione valvolare in campo audiofilo.